# Jacuizinho
Jacuizinho là một đô thị thuộc bang Rio Grande do Sul, Brasil. Đô thị này có diện tích 315,672 km², dân số năm 2007 là 2619 người, mật độ 8,3 người/km².